# Las Granjas
Las Granjas es un barrio de Cella situado en el norte de su término municipal, en la margen izquierda de la Acequia de la Granja, justo antes del término de Santa Eulalia.

## Toponimia
La primera mención es en el Muqtabis V de Ibn Hayyan, en un texto que hace referencia a una expedición militar andalusí contra Zaragoza en el año 935 y donde se dice que acamparon en Salis, cerca de la fortaleza de Sahla (Cella).
En los textos medievales figura en latín como Vilar de Salice, Vilar de Salz y variantes. En Aragón los topónimos Salz también son asociados a muchas antiguas pertenencias de la Orden del Císter. No obstante Villar ha sido de la rama cisterciense de Poblet representada localmente por el Monasterio de Piedra, y no de la rama de Rueda que es con la que se relacionan estos topónimos (el Monasterio de Rueda también se llamó Monasterio del Salz porque el primer lugar de Aragón donde se establecieron fue Salz de Gállego).
Actualmente en la parte norte del término de Cella persisten varias partidas que hacen referencia a este barrio: Las Granjas, La Granja, Granjilla, que continúan en el sur del término de Santa Eulalia con Campo de la Granja. Entre los dos términos hay un barranco llamado Barranco del Campo de la Granja.

## Historia
En el año 1195 fue dado por Alfonso II de Aragón a los monjes del Monasterio de Piedra:

Dono insuper predicto monasterio vilare de Salice cum medietate totius hereditatum sive alodii que est inter castrum sancte Eulalie et predicto vilare de Salice, et sit [..... ..... ..... .....] de Salice, quod afrontat ex una parte versus illam cequiam maiorem que discurrit inter vilarium Cremat et vilar de Salice

En 1210 se hace referencia a que Villar del Salz era de los monjes cistercienses del Monasterio de Piedra:

grangias illas vestras scilicet Perils et vilar de Saltse, que sunt in termino de Turol

En 1217 hay otro texto que dice:

Quia cum locus ipse de Petra in quo eiusdem abbatis monasterium est fundatum, et grangia que dicitur Vilar de Salz, necnon et triginta kafizcia salis in salinis de Monterd a recolende memorie regibus Aragone eidem monasterio